# Bo Dietl

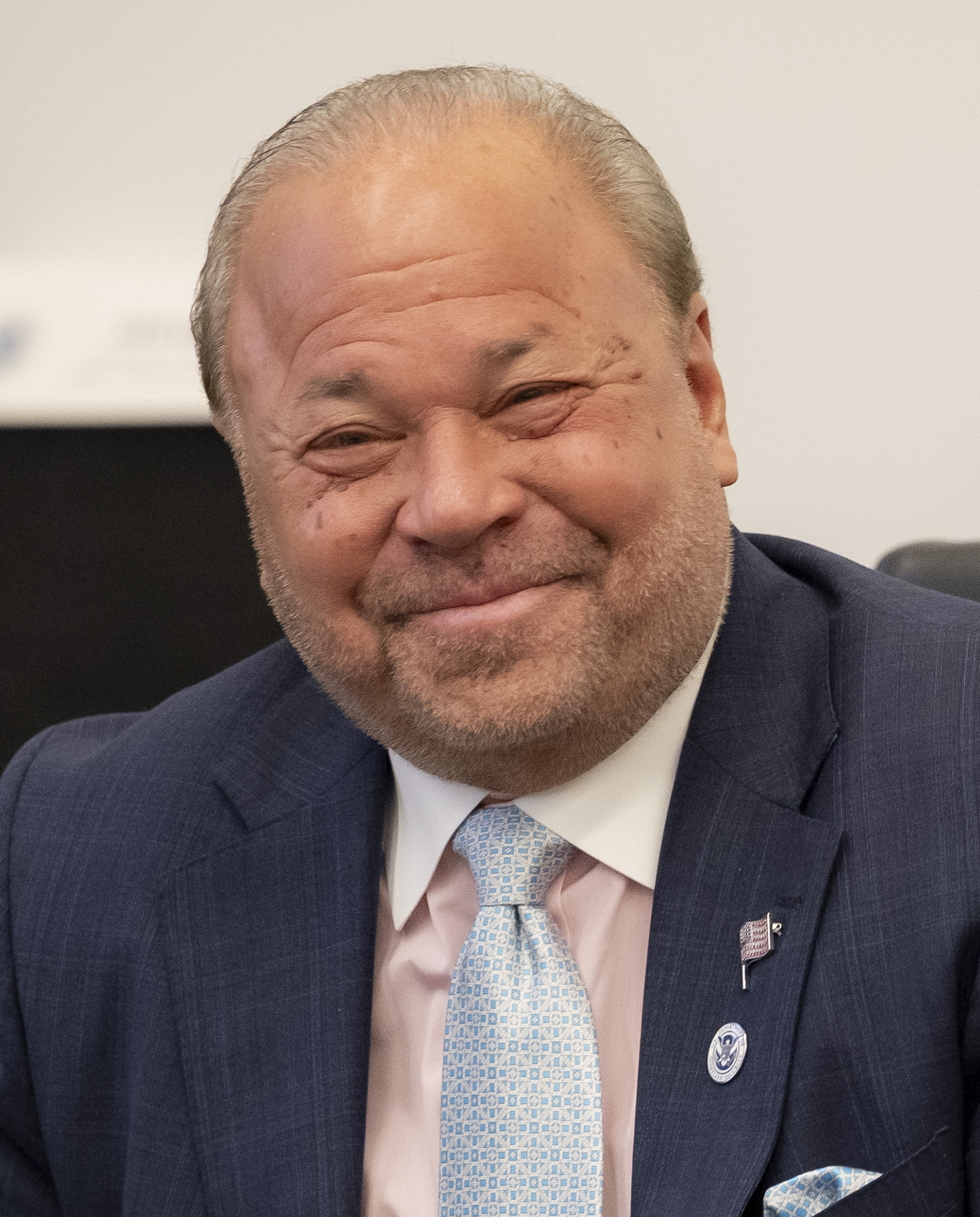
Bo Dietl (2025)

Richard Alfred „Bo“ Dietl (* 4. Dezember 1950 in Queens, New York City) ist ein US-amerikanischer Detektiv, Unternehmer, Schauspieler und Schriftsteller.

## Leben
Dietl wurde 1950 als jüngstes von vier Geschwistern in Queens geboren. Er wuchs in den Stadtvierteln Richmond Hill und Ozone Park auf.
Er diente ab Juni 1969 als Polizist beim New York City Police Department. Im März 1985 verletzte er sich den Fuß bei einem Fallschirmsprung und verließ das NYPD, um das Detektiv- und Security-Unternehmen Beau Dietl & Associates zu gründen.
Bei den Kongresswahlen des Jahres 1986 war Dietl im sechsten Wahlbezirk von New York nominiert, unterlag bei der Wahl aber Floyd H. Flake. George H. W. Bush ernannte Dietl 1989 zum Chairman der National Crime Commission. 1994 wurde er zum Chairman der Security Guard Advisor Community to the Governor of New York ernannt.
1988 veröffentlichte Dietl seine Autobiographie One Tough Cop: The Bo Dietl Story. Das Buch wurde 1998 von Bruno Barreto als One Tough Cop mit Stephen Baldwin in der Rolle des Bo Dietl verfilmt. Dietl selbst hatte im Film einen Cameo-Auftritt. In mehreren Filmen trat Dietl auch als Schauspieler auf, oft als Polizist. Gelegentlich trat er auch als Executive Producer in Erscheinung. In Martin Scorseses Film The Wolf of Wall Street spielte Dietl sich 2013 selbst.
2014 gab Dietl bekannt, im Jahr 2017 als Kandidat für den Posten des Bürgermeisters von New York City gegen Amtsinhaber Bill de Blasio antreten zu wollen. Dietl, der jahrelang die Republikanische Partei unterstützt hatte, wollte bei der Wahl für die Demokratische Partei antreten. Da er sich gleichzeitig für die Independence Party aufstellen lassen hatte, wurden beide Anmeldungen abgelehnt und Dietl musste als unabhängiger Kandidat in die Wahl gehen. Bei der Wahl erreichte er nur 1 % der Stimmen.

## Filmografie (Auswahl)
- 1990: Maniac Cop 2
- 1990: GoodFellas – Drei Jahrzehnte in der Mafia (Goodfellas)
- 1992: Showtime – Hilfe, meine Mama ist ein Star (This Is My Life)
- 1992: Stimmen im Dunkel (Whispers in the Dark)
- 1992: Bad Lieutenant
- 1993: Teenage Lolita – Verlockende Unschuld (Casualties of Love: The Long Island Lolita Story; Fernsehfilm)
- 1993: Carlito’s Way
- 1998: Mörderische Freunde (Dead Man's Curve)
- 1998: One Tough Cop
- 1998: Strafversetzt – Mord in Manhattan (Exiled; Fernsehfilm)
- 2013: Boardwalk Empire (Fernsehserie, eine Episode)
- 2013: The Wolf of Wall Street
- 2016: Vinyl (Fernsehserie, 6 Episoden)
- 2019: The Irishman
- 2019: Godfather of Harlem (Fernsehserie, 1 Episode)
- 2019: Mob Town
- 2020: Blackjack: The Jackie Ryan Story
- 2020: Bromance (Fernsehserie, 1 Episode)
- 2020–2021: Gravesend (Fernsehserie, 2 Episoden)

## Schriften
- Bo Dietl, Ken Gross: One Tough Cop: The Bo Dietl Story. Pocket Books, 1988, 278 Seiten, ISBN 978-0-671-64255-6
- Bo Dietl, Bob Bly: Business Lunchatations: How an Everyday Guy Became One of America's Most Colorful CEOs...and How You Can, Too! Chamberlain Bros, 2005, 224 Seiten, ISBN 978-1-59609-053-8